# Pszczyna

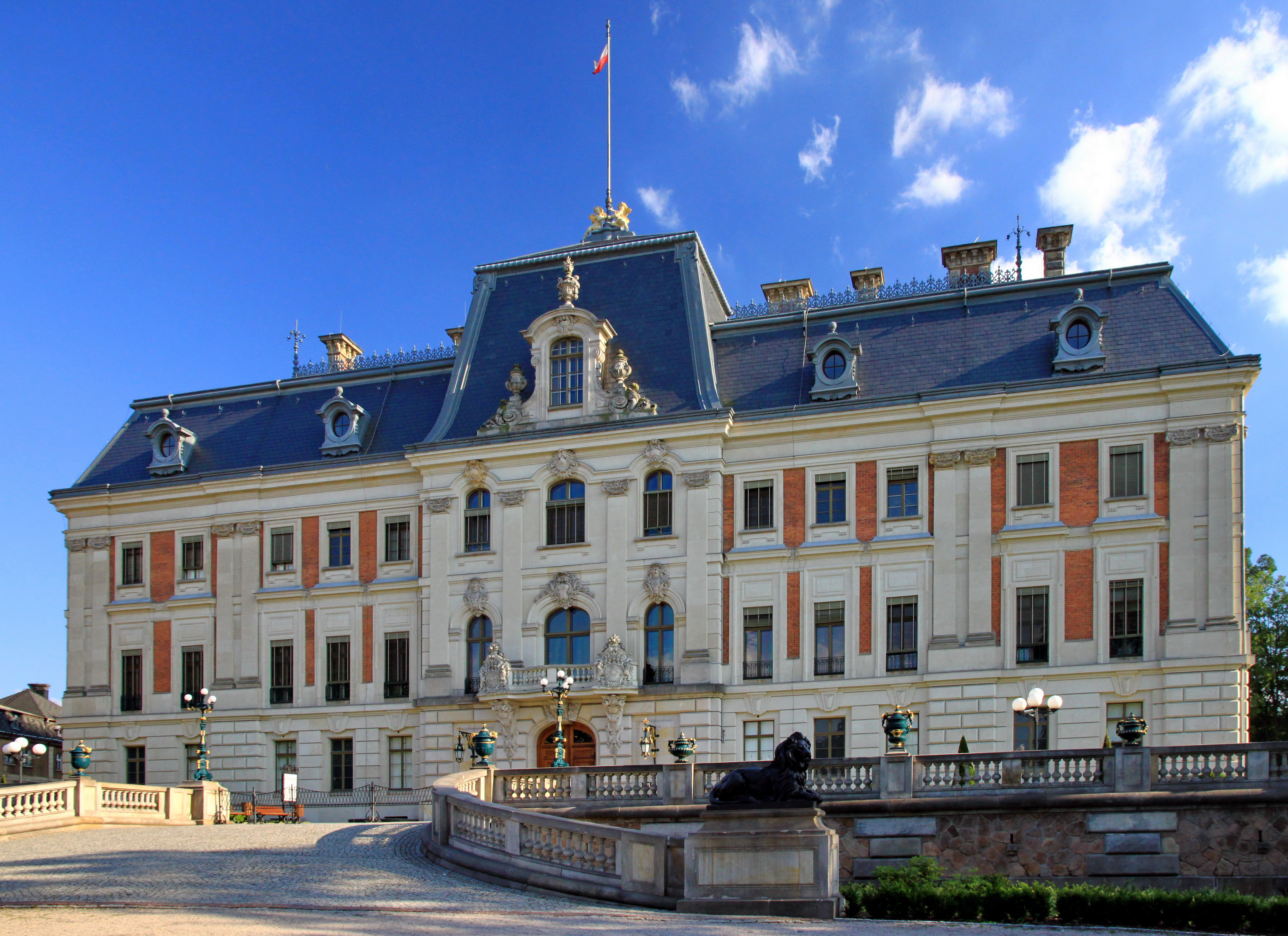
Zámek Pština

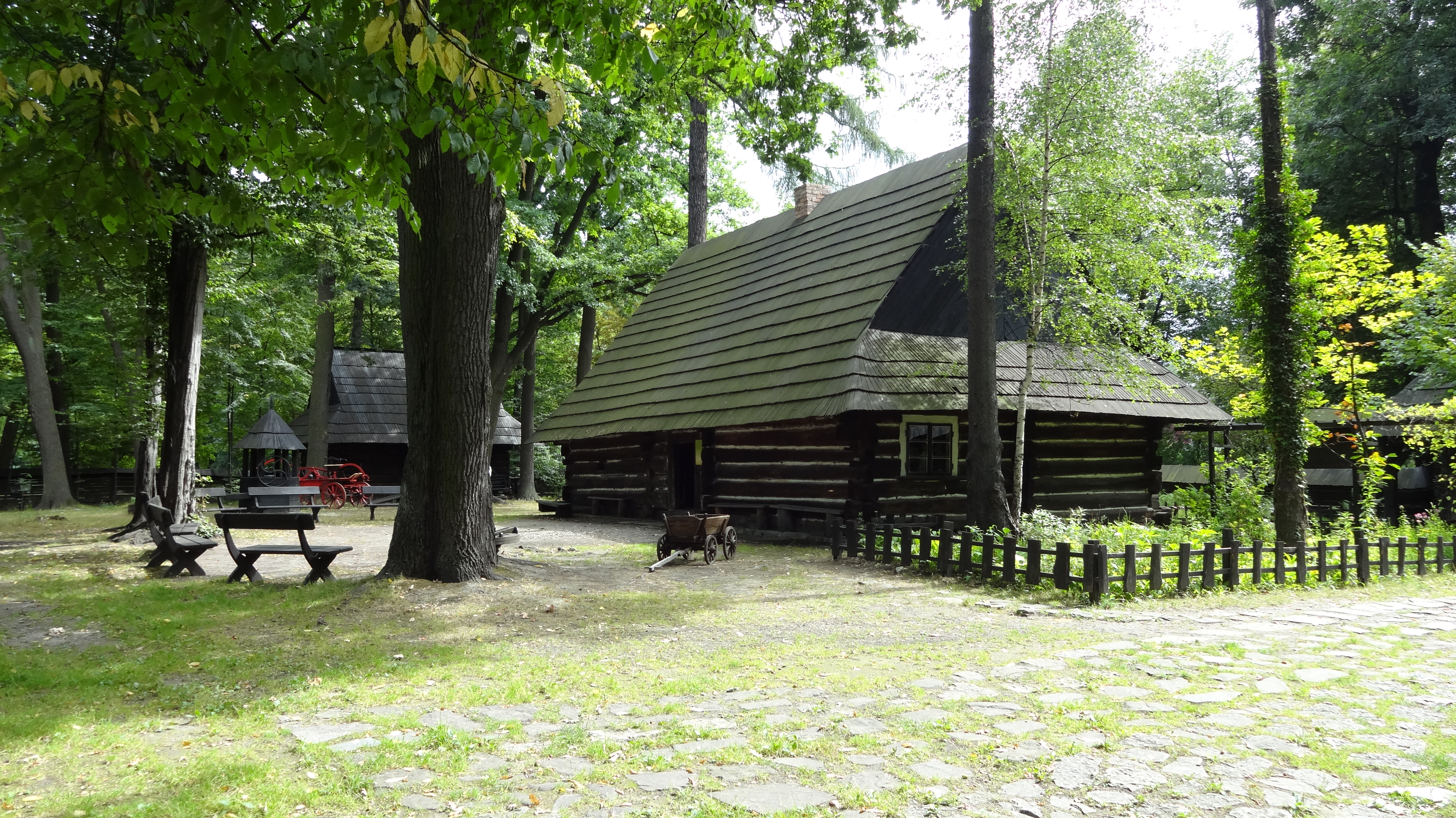
Skanzen pštinského venkova

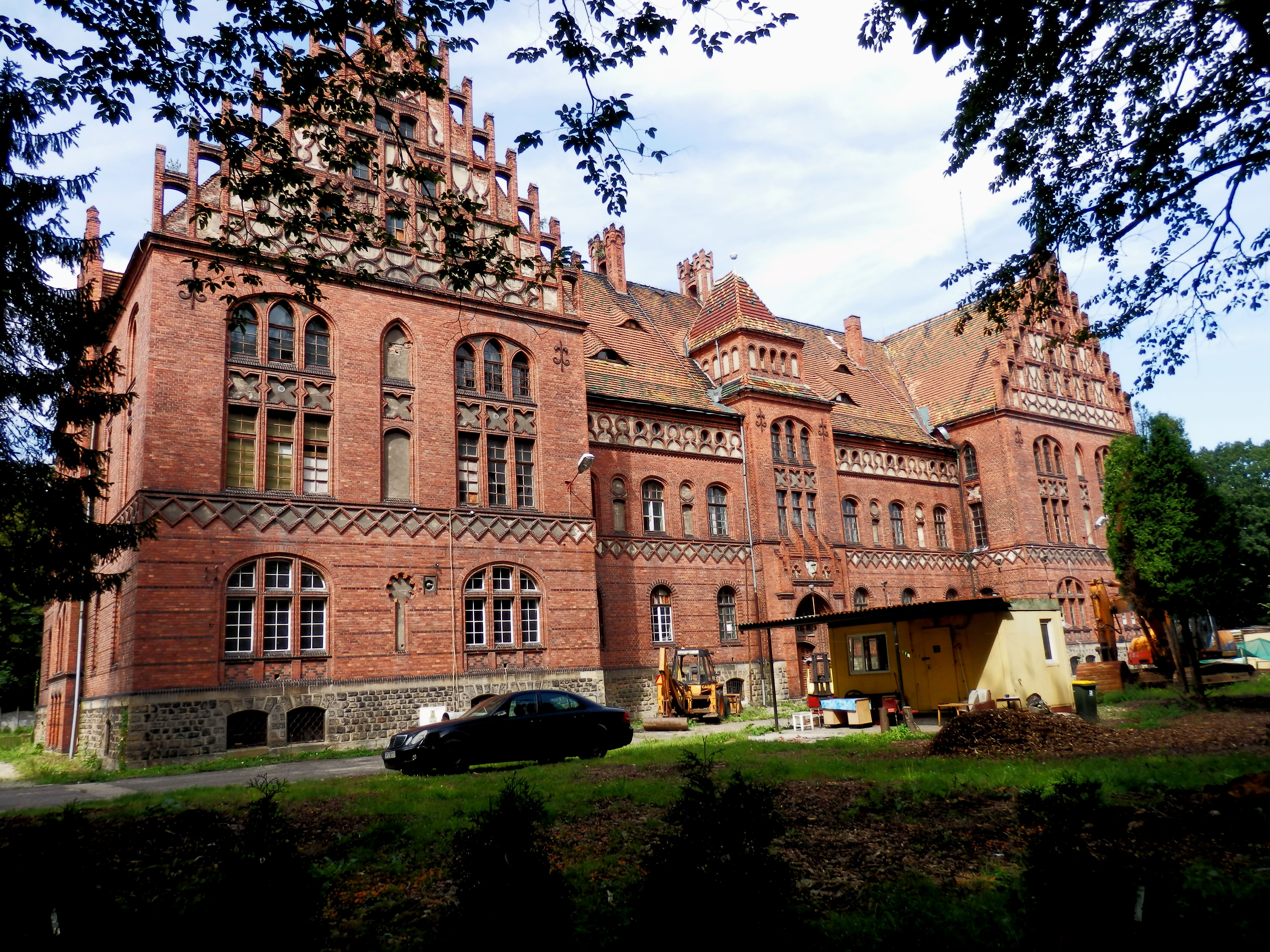
Paleja

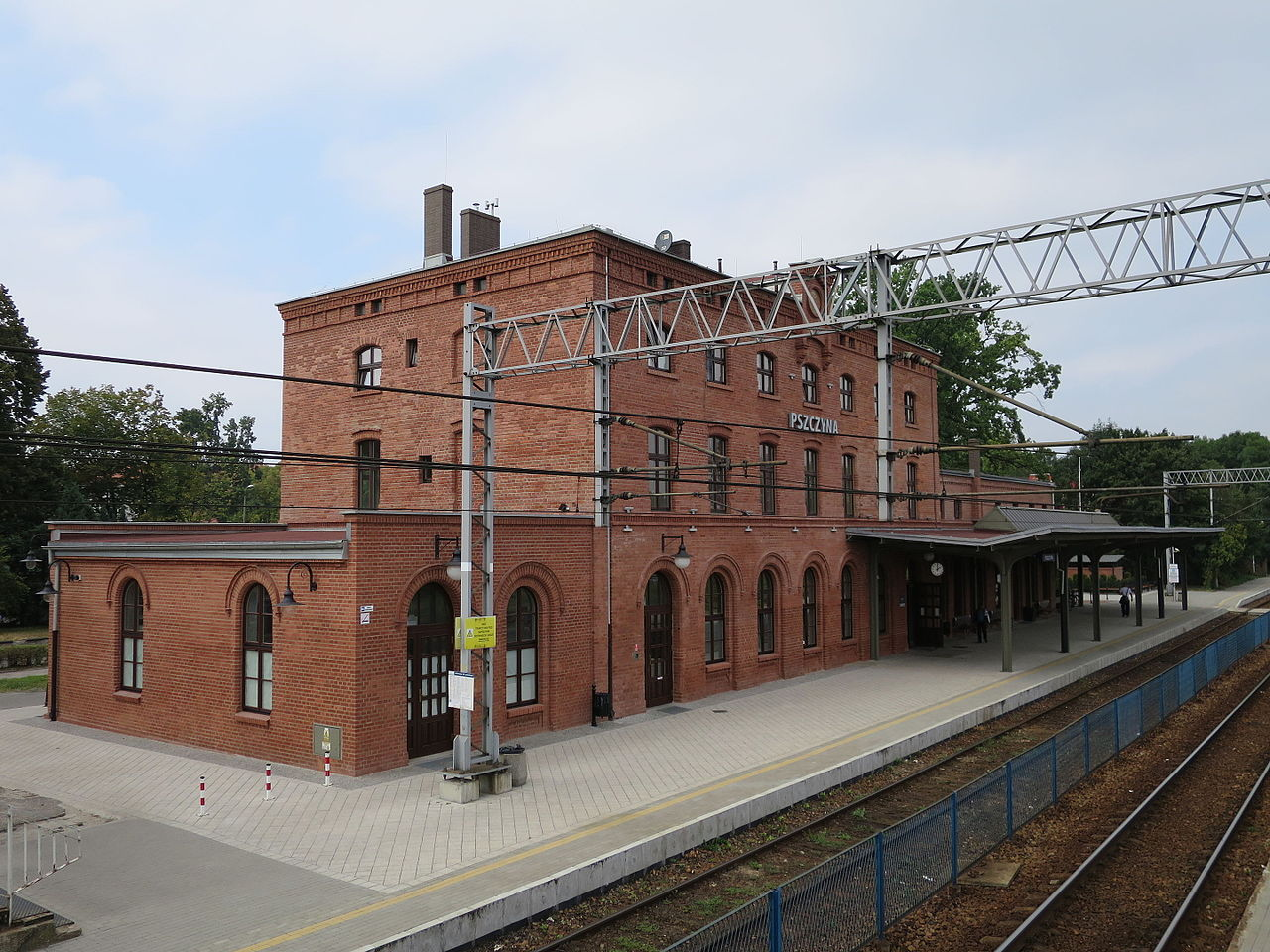
Nádraží

Pština (historicky též Blština nebo Blščina, polsky Pszczyna, německy Pleß) je město v jižním Polsku ve Slezském vojvodství, sídlo okresu Pszczyna. Leží na řece Pszczynka, levém přítoku Visly, na historickém území Horního Slezska, v půli cesty mezi Katovicemi a Bílskem-Bělou.
V červnu 2023 zde žilo 25 177 osob. Město patří k oblasti s vysokým podílem slezské národnosti – při posledním sčítání lidu se takto označilo 30,1 % obyvatel pštinského okresu, ale většina z nich se také přihlásila k polské národnosti, takže 87,0 % obyvatel okresu se přihlásilo k polské národnosti (v Polsku můžete uvést dvě národnosti).[zdroj?]

## Historie
První zmínka o městečku Plessina pochází z roku 1303. Jeho počátky souvisí s existencí hradu strážícího brod přes říčku Pszczynku (Blštinu – pravděpodobně od slova „blyštit se“) v bažinatém údolí na významné obchodní stezce z Krakova na Moravu.
Původně součást Ratibořského knížectví, ze kterého Jan II. Opavský v roce 1407 vyčlenil Pštinské panství zahrnující čtyři města (Pština, Beruň, Mikulov a Myslovice) a zhruba padesát vesnic v oblasti vymezené na jihu a východě Vislou a na severu sahající až po Rawu, tedy včetně většiny dnešních městských částí Katovic. Nejdéle byli jeho majiteli Promnitzové, a to mezi lety 1548 až 1765. Za vlády Karla von Promnitz (1570–1591) bylo na Pštinsku zavedeno luteránství.
Po první slezské válce v roce 1742 Pštinsko, dosud součást Koruny království českého a Habsburské monarchie, připadlo spolu s většinou Slezska Prusku. Roku 1765 jej zdědili s Promnitzi spříbuznění Askánci (knížata anhaltsko-köthenská), kteří dosáhli povýšení stavovského panství na knížectví. Posledními majiteli byli od roku 1847 Hochbergové, za jejichž vlády došlo k přestavbě zámku a zámeckého parku do současné podoby slezského Versailles.
Během první světové války v letech 1915–1917 v Pštině sídlilo vrchní velitelství německé armády. Pro potřeby generálního štábu v čele s Paulem von Hindenburgem a Erichem Ludendorffem byla vyhrazena budova knížecí správy panství a do přízemí zámku se přesunul z Berlína císař Vilém II. Velitelství spojeneckých vojsk rakousko-uherských se v té době nacházelo v nedalekém Těšíně.
V roce 1922 se Pština i s okolím stala součástí Slezského vojvodství (do roku 1939 de facto a do roku 1945 de iure autonomního) v rámci Polské republiky. V plebiscitu uspořádaném 20. března 1921 se sice 75 % obyvatel Pštiny vyslovilo pro setrvání v Německu, ale v celém okrese padly naopak tři čtvrtiny hlasů pro připojení k Polsku.
Při správní reformě v roce 1975 byly k Pštině připojeny Goczałkowice-Zdrój a osm dalších vesnic: Brzeźce, Ćwiklice, Łąka, Poręba, Rudołtowice, Studzionka, Wisła Mała a Wisła Wielka. Studzionka, Wisła Mała a Wisła Wielka se osamostatnily v roce 1977, Goczałkowice-Zdrój v roce 1992 a ostatní v roce 1998.

## Pamětihodnosti
- Zámek Pština (Zamek Pszczyna) – původně středověký hrad a později šlechtická rezidence Promnitzů, Askánců a Hochbergů přestavěná do současné novobarokní podoby v letech 1870–1876 podle návrhu francouzského architekta Hippolyta Destailleura. Od roku 1946 zde sídlí Zámecké muzeum Pština. Na rozdíl od mnoha jiných zámků a hradů ve Slezsku, které byly zničeny ve druhé světové válce nebo bezprostředně po ní, se na pštinském zámku zachovalo původní zařízení a nábytek, což z něj činí jednu z nejcennějších památek rezidenční architektury ve střední Evropě. Přezdívá se mu slezský Versailles. Místnosti v prvním a druhém patře jsou zpřístupněny ve stavu, jak byly užívány Hochbergy na začátku 20. století, zatímco expozice v přízemí nese název Císařské apartmány a odráží stav během pobytu císaře Viléma II. za první světové války. Součástí muzea je též Zbrojnice.
  - Brána vyvolených (Brama Wybrańców) – barokní vjezdová brána k zámku od náměstí z roku 1687, nejstarší zachovaná část zámeckého areálu, nyní v ní sídlí turistické infocentrum;
- Zámecký park (Park Zamkowy) – anglický krajinářský park o rozloze 48 ha. Současnou podobu získal během Destailleurovy přestavby zámku v 70. letech 19. století. Patří k němu romantické stavby jako Čínský domek (Domek Chiński) či Čajovna (Herbaciarnia), hrobky Askánců a Hochbergů, a také letohrádek Ludwigswunsch (Ludwikówka) z přelomu 18. a 19. století. Na západě na něj navazuje lesopark Zvěřinec (Zwierzyniec) a na východě Nádražní park (Park Dworcowy) táhnoucí se podél Pszczynky. Dohromady celý komplex čítá 156 ha.
- Ukázková zubří obora (Pokazowa Zagroda Żubrów) – turisticky přístupná obora zaměřená na chov zubra evropského spolu s dalšími zvířaty jako mufloni, jeleni nebo daňci. Rozkládá se na 10 ha v lesoparku Zvěřinec, byla založena v roce 2008.
- Skanzen pštinského venkova (Skansen Zagroda Wsi Pszczyńskiej) – skanzen lidové architektury umístěný v Nádražním parku. Obsahuje soubor patnácti dřevěných hospodářských a obytných staveb z oblasti Pštinska z 18. až 20. století.
- Hlavní náměstí (Rynek) s budovou radnice přestavěnou do současné novoklasicistní podoby v roce 1931 a evangelickým kostelem posvěceným roku 1746 po připojení Pštinska k protestantskému Prusku a přestavěným v letech 1905–1907 po ničivém požáru.
- Farní kostel Všech Svatých – středověký, mnohokrát přestavovaný, s uctívaným obrazem Panny Marie Pštinské z roku 1764.
- Muzeum slezského tisku (Muzeum Prasy Śląskiej) – muzeum věnované technice knihtisku a dějinám polskojazyčných novin na území Slezska. Nachází se v prostorách staroměstského domu z přelomu 18. a 19. století. Součástí muzea je rovněž Telemannova síň s expozicí hudebních nástrojů, která slouží i jako diskuzní a koncertní místnost. Její název má připomínat pobyt Georga Telemanna na pštinském zámku v letech 1705–1709.
- Budova knížecí správy panství (Zarząd Dóbr Książęcych), v lidové řeči Paleja (od slova „palais“) – pseudogotická stavba z roku 1902 v typickém pruském stylu z neomítané cihly. Během první světové války zde sídlil generální štáb německé armády.
- Vilová čtvrť z přelomu 19. a 20. století kolem ulice Kościuszki a Náměstí vítězství (Plac Zwycięstwa).

## Doprava
Pština leží na hlavním dopravním tahu mezi Katovicemi a Bílskem-Bělou, resp. jižní hranicí Polska s Českem a Slovenskem. Vede tudy frekventovaná silnice č. 1 (DK 1), která je součástí tzv. gierkówky – magistrály Varšava – Slezsko postavené v 70. letech za vlády prvního tajemníka Edwarda Gierka, a dále krajské silnice č. 933 do města Jastrzębie-Zdrój a Osvětimi, č. 935 do Žárova (Żory) a Rybniku a č. 939 do Strumeně.
Železniční stanice Pszczyna se nachází na trati Katovice–Zvardoň, od níž odbočuje trať do Rybniku. Zastavují zde kromě osobních vlaků společnosti Koleje Śląskie (Slezské dráhy) také rychlíky a mezinárodní expresy do Prahy, Varšavy, Vídně nebo k Baltu a do Tater.
Městskou a příměstskou autobusovou dopravu zajišťuje dopravce PPHU Kłosok na dvou vnitroměstských linkach F1 a F2, pěti obsluhujících okolní vesnice v rámci gminy Pszczyna (A, B, C, D1, D2) a dvou okresních (U1 do Slezských Pavlovic, U2 do Žárova). Dále sem zajíždějí spoje linky č. 181 MHD Tychy a funguje soukromá minibusová doprava.

## Partnerská města
- Bergisch Gladbach (Německo, Severní Porýní-Vestfálsko), 1993
- Buča (Ukrajina, Kyjevská oblast)
- Holešov (Česko, Zlínský kraj)
- Kaštela (Chorvatsko, Splitsko-dalmatská župa), 1997
- Klein Rönnau (Německo, Šlesvicko-Holštýnsko), 1996
- Valbřich (Polsko, Dolnoslezské vojvodství), 2014